# Dzisna (vattendrag)
Dzisna (vitryska: Дзісна) är ett vattendrag i Belarus. Det ligger i den norra delen av landet, 190 km norr om huvudstaden Minsk.